# Merycoidodon
A Merycoidodon (magyarul: „kérődző fogak”) az emlősök (Mammalia) osztályának párosujjú patások (Artiodactyla) rendjébe, ezen belül a tevealakúak (Tylopoda) alrendjébe és a fosszilis Merycoidodontidae családjába tartozó nem.
Alcsaládjának az egyetlen neme.

## Előfordulása
A Merycoidodon Észak-Amerika endemikus élőlénye volt, amely a középső eocéntől a középső miocénig élt, körülbelül 46-16 millió évvel ezelőtt.

### Lelőhelyek
A Merycoidodon maradványok lelőhelyeinek határa északon a kanadai Alberta tartomány, délen az USA-beli Texas és Florida államok, míg nyugaton Oregon állam.

## Megjelenése
Az állat hasonlított a mai disznóra (Sus scrofa domestica), de teste hosszabb volt ennél, körülbelül 1,4 méter és lábai elég rövidek voltak. A mellső lábain 5 ujj ült, bár az első ujj csökevényes volt. A hátsó lábain csak 4 ujj volt. Eltérően a mai kérődzőktől (Ruminantia), az állatnak megvolt az összes foga, bár a nagyőrlők alkalmasak voltak a szívós növények rágására. A Merycoidodon-nál szembetűnők az erős és kilátszó szemfogak.
A koponyán a szem előtt egy üreg helyezkedett el. Hasonló üregek a modern szarvasféléknél (Cervidae) is találhatók, ezekben ülnek a szagmirigyek, amellyel területük határait jelölik meg. Habár a Merycoidodon és a szarvasfélék nem állnak közeli rokonságban, a Merycoidodon-nak is voltak szagmirigyei, emiatt lehet, hogy területvédő állat volt.
Manuel Mendoza négy példánynak próbálta megállapítani a testtömegét. A következő adatokat kapta: első példány: 139,2 kilogramm, második példány: 94,6 kilogramm, harmadik példány: 112,8 kilogramm és negyedik példány: 131,3 kilogramm.

## Életmódja
A Merycoidodon nagy csordákban élt és nomád életmódot folytatott, vándorolva egyik helyről a másikra. Főleg a nedves élőhelyeket kedvelte, ahol bőséges és zsenge táplálékhoz jutott. Dél-Dakotában a rengeteg maradvány arra utal, hogy a Merycoidodon-ok olyan nagy számban fordultak elő, mint manapság az afrikai szavannán a zebrák.

## Rendszerezés
A nembe az alábbi 2 alnem és 5 faj tartozik:
- Merycoidodon
  - Merycoidodon culbertsoni - típusfaj[4]
  - Merycoidodon presidioensis
- Otarohyus
  - Merycoidodon bullatus
  - Merycoidodon major
- Incertae sedis - még nincs alnembe foglalva
  - Merycoidodon dunagani

## Képek

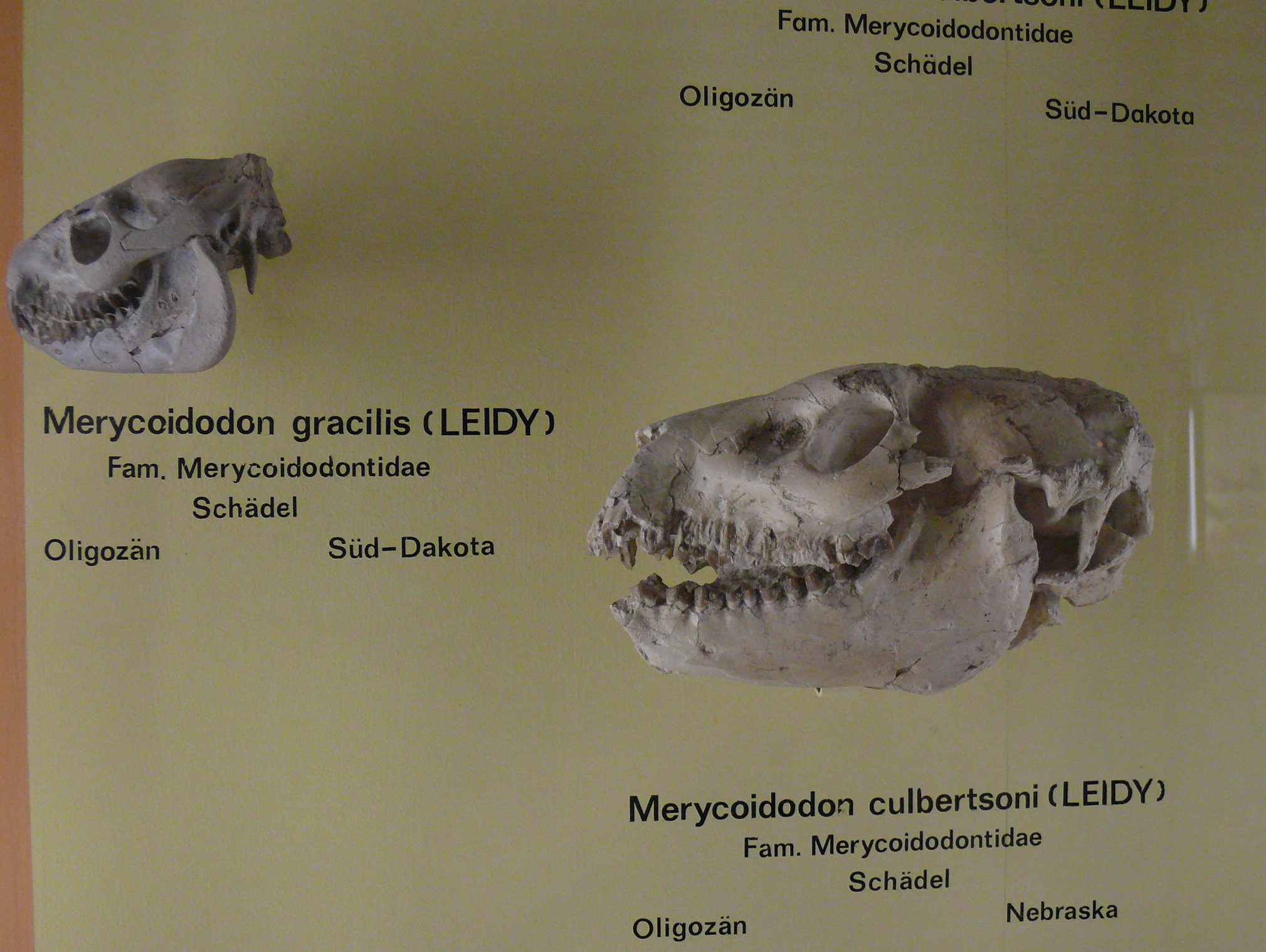
Merycoidodon gracilis és Merycoidodon culbertsoni koponyák
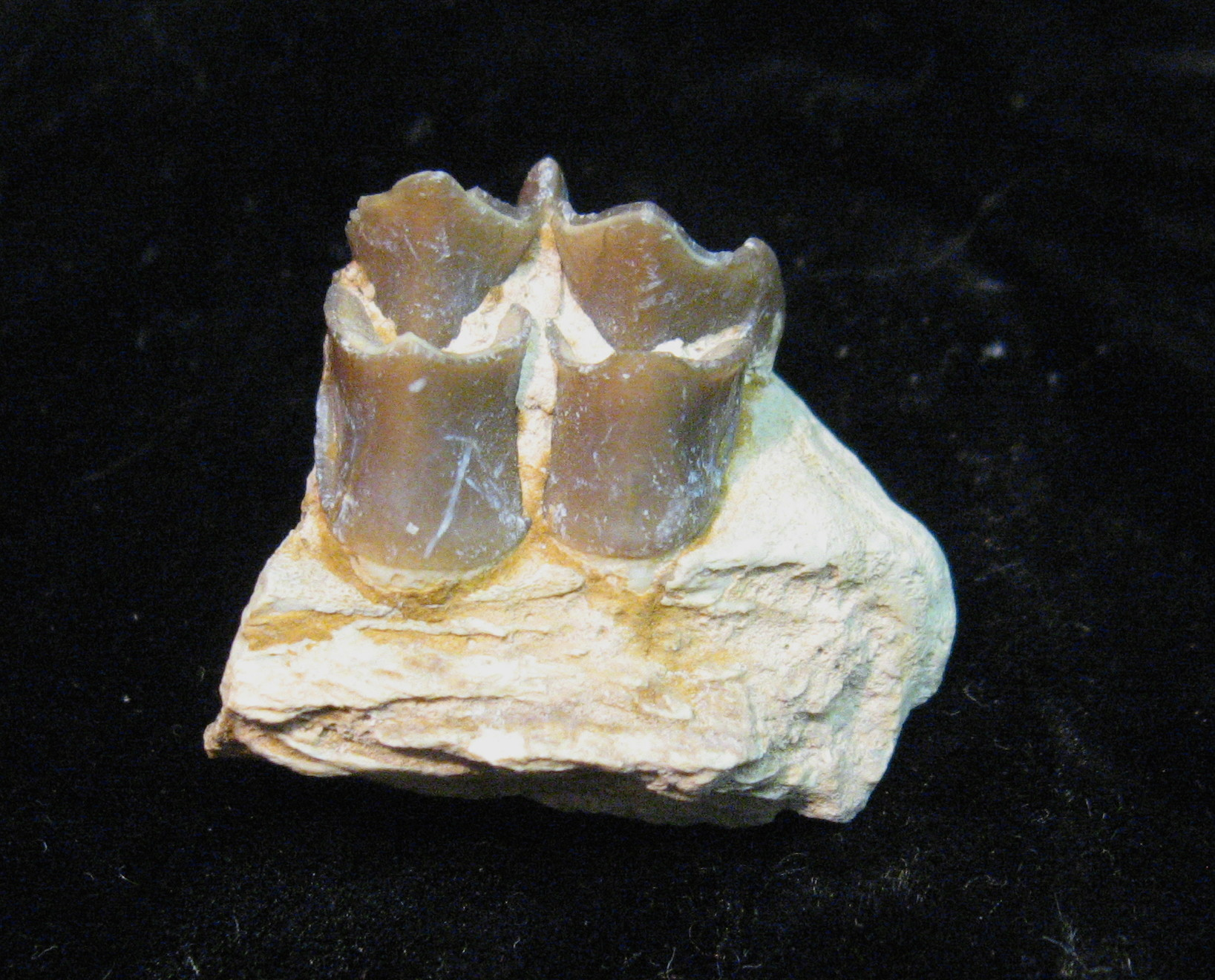
Két fog egy 3 centiméteres állkapocs töredéken. A kövület a Merycoidodon culbertsoni fajhoz tartozik, amely az oligocénben, Dél-Dakota területén élt. A maradványt a Brule Formation-ban fedezték fel
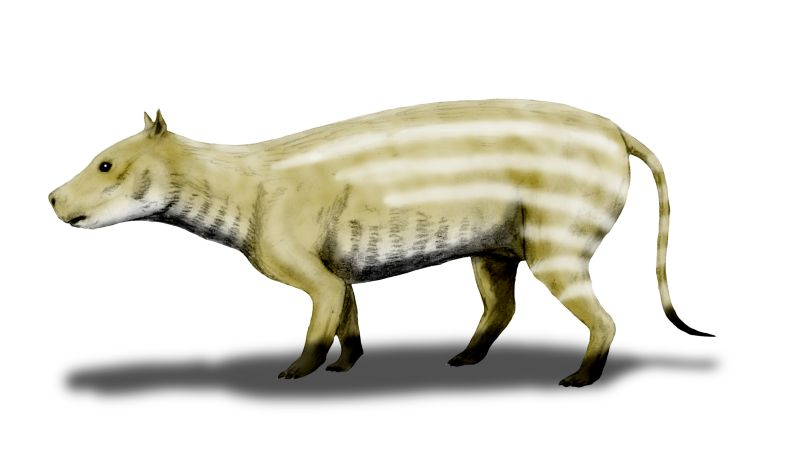
A Merycoidodon culbertsoni rekonstrukciója
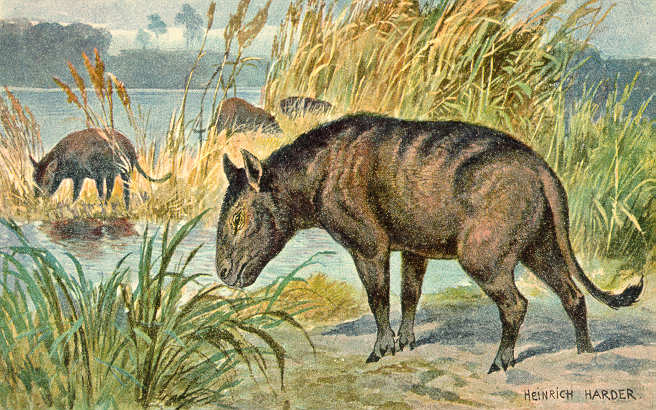
Rajz a Merycoidodon-ról, 1920 körül

## Fordítás
- Ez a szócikk részben vagy egészben  a   Merycoidodon című angol Wikipédia-szócikk ezen változatának fordításán alapul.  Az eredeti cikk szerkesztőit annak laptörténete sorolja fel. Ez a jelzés csupán a megfogalmazás eredetét és a szerzői jogokat jelzi, nem szolgál a cikkben szereplő információk forrásmegjelöléseként.